# Retrakcja publikacji naukowych
Retrakcja (ang. retraction, withdrawal) publikacji naukowych stanowi mechanizm, dzięki któremu artykuł opublikowany w czasopiśmie naukowym zostaje oznaczony jako wycofany z powodu poważnych błędów lub nadużyć etycznych. Artykuły retraktowane nie są usuwane z opublikowanej literatury, lecz jedynie oznaczane jako wycofane. Tylko w niektórych przypadkach może zaistnieć konieczność usunięcia artykułu z publikacji, na przykład, gdy artykuł ma wyraźnie zniesławiający charakter, narusza prywatność, orzeczenie sądowe nakazuje jego usunięcie lub artykuł może stanowić poważne zagrożenie dla zdrowia ogółu społeczeństwa.

## Procedura
Retrakcja może zostać zainicjowana przez redaktorów czasopisma, wydawcę lub przez samych autorów artykułów (lub ich instytucję). Do retraktowanej publikacji zazwyczaj dołącza się notę retrakcyjną przygotowaną przez redaktorów lub autorów, zawierającą określone elementy w tym przyczynę wycofania. Szczegółowe elementy noty retrakcyjnej, jak i powody retrakcji omawia Retraction Guidelines opublikowany przez Komisję do spraw Etyki Publikacyjnej (COPE) w 2019 r. Takie powiadomienia mogą zawierać także komentarze od autorów zawierające przeprosiny za popełniony błąd lub wyrazy wdzięczności dla osób, które ujawniły błąd. Retrakcji nie należy mylić z drobnymi poprawkami w opublikowanych artykułach.
Było wiele przykładów retrakcji publikacji naukowych. Retraction Watch dostarcza aktualnych informacji na temat nowych wycofań artykułów i omawia ogólne kwestie związane z retrakcjami.

## Historia
W artykule z 2011 roku opublikowanym w Journal of Medical Ethics podjęto próbę ilościowego określenia wskaźników retrakcji w PubMed na przestrzeni czasu, aby ustalić, czy wskaźnik ten wzrasta, nawet biorąc pod uwagę zwiększoną ogólną liczbę publikacji pojawiających się każdego roku. Autor stwierdził, że tempo wzrostu liczby retrakcji było większe niż tempo wzrostu publikacji. Ponadto autor zauważa, co następuje:
„Szczególnie uderzające jest to, że liczba dokumentów retraktowanych z powodu oszustwa wzrosła ponad siedmiokrotnie w ciągu 6 lat między 2004 a 2009 rokiem. W tym samym okresie liczba artykułów retraktowanych z powodu błędu naukowego nawet się nie podwoiła…” (s. 251).
Chociaż autor sugeruje, że jego odkrycia mogą rzeczywiście wskazywać na wzrost liczby oszustw naukowych w ostatnim czasie, dostrzega także inne możliwości. Na przykład zwiększone wskaźniki oszustw w ostatnich latach mogą po prostu wskazywać, że czasopisma radzą sobie lepiej z nadzorowaniem literatury naukowej niż miało to miejsce w przeszłości. Co więcej, ponieważ retrakcje mają miejsce w przypadku bardzo małego odsetka wszystkich publikacji (mniej niż 1 na 1000 artykułów), kilku naukowców, którzy są skłonni dopuścić się dużych oszustw, może znacząco wpłynąć na odsetek retrakcji. Na przykład autor wskazuje, że Jan Hendrik Schön sfabrykował wyniki w 15 retraktowanych artykułach ze zbioru danych, a wszystkie retraktowano w latach 2002 i 2003, „więc on sam był odpowiedzialny za 56% artykułów retraktowanych z powodu oszustwa w 2002 r. 2003” (s. 252).
Podczas pandemii COVID-19 w środowisku akademickim szybko wzrosła liczba publikowanych po przyspieszonych recenzjach artykułów dotyczących problemów związanych z SARS-CoV-2. W rezultacie wiele artykułów zostało również retraktowanych, tak że uznaje się to „tsunami retrakcji”. To skłoniło wielu ekspertów do zastanowienia się nie tylko nad jakością recenzji, ale także nad standardami praktyk retraktowania publikacji.
Problem tkwi w tym, że wycofane badania mogą być nadal cytowane. Może się to zdarzyć w przypadkach, gdy uczeni nie są świadomi wycofania tekstu, w szczególności, gdy retrakcja nastąpiła długo po pierwotnej publikacji.

## Godne uwagi przypadki retrakcji

### Retrakcja z powodu błędu
- 2013 – Badanie dotyczące diety śródziemnomorskiej opublikowane w New England Journal of Medicine i szeroko omawiane w mediach zostało retraktowane z powodu niezgłoszonych nierandomizowanych odniesień. Stanowiło to część większych starań mających na celu weryfikację właściwej randomizacji w tysiącach badań anestezjologa Johna Carlisle’a, który stwierdził problemy u około 2% analizowanych osób[6].
- 2012 – Sprawa Séraliniego – artykuł sugerujący wzrost liczby nowotworów wśród szczurów karmionych genetycznie zmodyfikowaną kukurydzą z herbicydem RoundUp retraktowano z powodu krytyki projektu eksperymentu. Według redaktora czasopisma „bardziej dogłębna analiza surowych danych ujawniła, że na podstawie tak małej próby nie można wyciągnąć żadnych ostatecznych wniosków”[11].

### Retrakcja z powodu oszustwa lub niewłaściwego postępowania
- 2021 Artykuł poświęcony społeczności open source autorstwa Qiushi Wu i Kangjie Lu z University of Minnesota retraktowano po tym, jak Linux Foundation dowiedziała się, że badacze przesłali łatki do jądra Linuksa zawierające celowe błędy bez uzyskania odpowiedniej zgody[12][13].
- 2020 (8 stycznia) W artykule napisanym przez Dalmita Singha Chawlę w czasopiśmie Science na temat rosyjskich czasopism retraktowano ponad 800 artykułów w pierwszych wynikach zakrojonego na szeroką skalę śledztwa prowadzonego przez Rosyjską Akademię Nauk (RAS) w związku z zarzutami dotyczącymi nieetycznych publikacji[14].
- 2017 5 artykułów dotyczących zachowań konsumentów i badań marketingowych Briana Wansinka z Cornell University zostało poddanych analizie po tym, jak inni zwrócili uwagę na niespójności w danych w artykułach po tym, jak Wansink napisał post na blogu z prośbą do absolwenta o „uratowanie” wniosków. Od tego czasu Uniwersytet Cornell zbadał tę kwestię i w 2018 r. uniwersytecka komisja śledcza uznała, że dopuścił się niewłaściwego postępowania akademickiego i złożył rezygnację[15][16]. Od tego czasu Wansink retraktował 18 swoich artykułów naukowych, ponieważ podobne kwestie znaleziono w innych publikacjach[17][18][19].

- 2014 Artykuł Haruko Obokaty i in. – badania na komórkach STAP metodą przekształcania komórki w komórkę macierzystą, okazały się sfałszowane. Pierwotnie opublikowane w Nature, zostały retraktowane w tym samym roku. Wywołało to wiele kontrowersji, a po instytucjonalnym śledztwie jeden z autorów popełnił samobójstwo.
- 2011 Retraktowanie publikacji na temat wzmocnionego hamowania wzrostu nowotworu i przerzutów oraz indukcji odporności przeciwnowotworowej przez białko fuzyjne IL-2-IgG2b. Skandynawski Journal of Immunology, 73: 266. Budagian V, Nanni P, Lollini PL, Musiani P, Di Carlo E, Bulanova E, Paus R, Bulfone-Paus S. 2002*[20].
- 2011 Anil Potti – były badacz nowotworów na Uniwersytecie Duke. W latach 2011 i 2012 retraktowano osiem artykułów w czasopismach, których autorami był Anil Potti i inni, opisujący genomowe sygnatury rokowania w przypadku raka i czynniki predykcyjne odpowiedzi na leczenie raka. W zawiadomieniach o retraktowaniu najczęściej stwierdzono, że nie można było odtworzyć wyników analiz opisanych w artykułach. W listopadzie 2015 r. Biuro ds. Uczciwości Badań (ORI) stwierdziło, że Potti dopuścił się niewłaściwego postępowania badawczego.
- 2010 Artykuł Andrew Wakefielda z 1998 r., w którym zaproponowano, że szczepionka MMR może powodować autyzm, co było przyczyną kontrowersji wokół szczepionki MMR, został retraktowany. Powodem było, że „twierdzenie zawarte w oryginalnym artykule jakoby dzieci były ‘kierowane kolejno’ i że badania były ‘zatwierdzane’ przez miejscową komisję etyki, okazały się fałszywe”[21].
- 2009 Liczne artykuły napisane przez Scotta Reubena w latach 1996–2009 zostały retraktowane po odkryciu, że w rzeczywistości nigdy nie przeprowadził żadnego z badań, które – jak twierdził – prowadził.
- 2007 Retraktowanie kilku artykułów napisanych przez psycholog społeczną Jennifer Lerner i jej współpracowników z czasopism, w tym Personality and Social Psychology Bulletin i Biological Psychiatry[22].
- 2006 Retraktowanie artykułu o specyficznych dla pacjenta embrionalnych komórek macierzystych pochodzących z ludzkich blastocyst SCNT opublikowanego przez Hwanga Woo-Suka. Fabrykacje w dziedzinie badań nad komórkami macierzystymi doprowadziły do „postawienia aktu oskarżenia w sprawie defraudacji i naruszeń prawa bioetycznego w związku ze sfałszowanymi badaniami nad komórkami macierzystymi”.
- 2003 Retraktowano wiele artykułów zawierających wątpliwe dane fizyka Jana Hendrika Schöna z wielu czasopism, w tym „Science” i „Nature”.
- 2002 Retraktowanie zapowiedzi odkrycia pierwiastków 116 i 118. Zobacz Livermorium, Victor Ninov.
- 1991 Thereza Imanishi-Kari, która współpracowała z Davidem Baltimore, opublikowała artykuł z 1986 roku w czasopiśmie Cell. Margot O’Toole, badaczka ze stopniem doktora w Imanishi-Kari, nagłośniła niewłaściwe postępowanie naukowe Imanishi-Kari. Po szeroko zakrojonym dochodzeniu Baltimore został ostatecznie zmuszony do retraktowania, kiedy Narodowy Instytut Zdrowia w 1991 r. stwierdził, że dane zawarte w artykule Imanishi-Kari z 1986 r. zostały sfałszowane. W 1996 r. panel ekspertów powołany przez rząd federalny oczyścił Imanishi-Kari z niewłaściwego postępowania, nie znajdując żadnych dowodów na oszustwo naukowe.
- 1982 John Darsee. Sfabrykowane wyniki w Laboratorium Badań Kardiologicznych Eugene’a Braunwalda na Harvardzie we wczesnych latach 80. Początkowo uważany był przez swojego szefa za genialnego, ale został przyłapany przez innych badaczy w tym samym laboratorium.

### Retrakcje z powodu naruszeń etycznych
- 2019 W artykule Wendy Rogers (Macquarie University, Australia) i współpracowników w BMJ Open wezwano do masowego retraktowania ponad 400 artykułów naukowych na temat przeszczepiania narządów w obawie, że narządy zostały pobrane od chińskich więźniów w sposób nieetyczny[23]. Wendy Rogers stwierdziła, że czasopisma, badacze i klinicyści, którzy korzystali z tych badań, byli współwinni tych metod handlu narządami. Z badania wynika, że społeczność badaczy transplantologii nie spełniła wciąż publikowanych standardów etycznych dotyczących wykorzystywania narządów od więźniów oczekujących na karę śmierci. Te powszechne, nieetyczne naruszenia w badaniach naukowych spowodują wiele nieprzewidywalnych konsekwencji dla nauki[24]. W 2019 r. PLOS ONE retraktował również 21 artykułów związanych z tym incydentem[25][26].
- 2017 Journal Liver International retraktował artykuł naukowy z chińskiego badania dotyczącego przeszczepiania wątroby, ponieważ nie można było prześledzić 564 wątrób przeszczepionych w trakcie badań w ciągu 4 lat. Eksperci zwrócili uwagę, że szpital nie mógł mieć tak dużej liczby dawców wątroby do przeszczepienia w porównaniu z niewielką liczbą dawców w Chinach w tamtym czasie[27].

### Retrakcje ze względu na pochodzenie danych
- 2020 W dniu 22 maja 2020 r. w czasie pandemii Covid-19 w czasopiśmie The Lancet ukazał się artykuł, w którym stwierdzono, że na podstawie bazy danych 96032 pacjentów z Covid-19 znaleziono dowody na to, że hydroksychlorochina i chlorochina zwiększają ryzyko śmierci pacjentów w szpitalu i zwiększają ryzyko wystąpienia arytmii komorowej. Badacze medyczni i gazety wyraziły podejrzenia co do wiarygodności danych dostarczonych przez Surgisphere, założonej przez jednego z autorów badania. Artykuł został formalnie retraktowany do 4 czerwca 2020 r. na wniosek głównego autora Mandipa Mehry.

### Retrakcja w związku z public relations
- 2016 4 marca 2016 artykuł w PLOS ONE na temat funkcjonowania ludzkiej ręki został retraktowany ze względu na oburzenie w mediach społecznościowych wywołane wzmianką o „Kreatorze” w gazecie (#CreatorGate)[28].
- 1896 Mówi się, że Jose Rizal opublikował list otwarty, w którym retraktował swoje powieści i inne teksty skierowane przeciwko Kościołowi rzymskokatolickiemu.

## Dalsza lektura
- Michael Lesk. How many scientific papers are not original?. „Proceedings of the National Academy of Sciences”. 112 (1), s. 6–7, 2015. DOI: 10.1073/pnas.1422282112. PMID: 25538304. PMCID: PMC4291619. Bibcode: 2015PNAS..112....6L.